# Hany Mukhtar
Hany Mukhtar (ur. 21 marca 1995 w Berlinie) – niemiecki piłkarz pochodzenia sudańskiego grający na pozycji pomocnika. Od 2020 zawodnik Nashville SC.

## Życiorys
Jest wychowankiem Herthy BSC. W czasach juniorskich trenował także w Stern Marienfelde. W 2012 dołączył do pierwszego zespołu Herthy. W Bundeslidze zadebiutował 26 października 2013 w przegranym 2:3 meczu z Bayernem Monachium. Do gry wszedł w 77. minucie, zmieniając Änisa Ben-Hatirę. 15 stycznia 2015 odszedł za 500 tysięcy euro do portugalskiego SL Benfica. 23 maja 2015 rozegrał swój jedyny, jak się później okazało, mecz w rozgrywkach Primeira Liga – miało to miejsce w wygranej 4:1 konfrontacji z maderskim CS Marítimo. Grał w niej od 75. minuty po zastąpieniu Eduardo Salvio. Wraz z Benfiką w sezonie 2014/2015 wygrał ligę. Od 28 sierpnia 2015 do 30 czerwca 2016 przebywał na wypożyczeniu w austriackim Red Bull Salzburg. Również z tym klubem zdobył mistrzostwo kraju. 20 lipca 2016 został wypożyczony na rok do duńskiego Brøndby IF, po czym pozostał w nim na zasadzie transferu definitywnego. Wraz z Brøndby wywalczył w 2018 roku puchar Danii.